# Uwe Opocensky
Uwe Opocensky (né le 31 janvier 1972) est un chef cuisinier réputé exerçant à Hong Kong,,. Depuis mai 2009, il est le chef exécutif des dix restaurants et bars de l’hôtel Mandarin Oriental Hong Kong. Parmi l’un des nombreux restaurants de l’hôtel, la Salle Krug est considérée comme le théâtre personnel d’Opocensky. Il y présente ses créations culinaires en offrant aux hôtes le plaisir de déguster une sélection de dix à quatorze différents plats.
De nationalité allemande, sa carrière l’a conduit à travailler avec Alain Ducasse, Anton Mosimann et Ferran Adrià. Ses diverses expériences ont su influencer son style culinaire qu’il décrit lui-même comme « gastronomie progressive » en raison de l’influence de sa formation avec Adrià où il apprit les bases de la gastronomie moléculaire.

## Récompenses
- 3e place des Commis-Rotisseur à Hamburg-Bremen (1992)
- 3e place des Commis-Rotisseur à Hamburg-Bremen (1993)
- 1re place du Gut Kochen – Bewusst Leben (1993)
- 1re place du Leipzieger Preis der Koeche (1993)
- 3e place  du Salon Culinaire Mondial (1993)